# Antillas Neerlandesas en los Juegos Olímpicos de Albertville 1992
Las Antillas Neerlandesas estuvieron representadas en los Juegos Olímpicos de Albertville 1992 por dos deportistas masculinos que compitieron en bobsleigh.
El portador de la bandera en la ceremonia de apertura fue el piloto de bobsleigh Dudley den Dulk. El equipo olímpico no obtuvo ninguna medalla en estos Juegos.